# Јапан на Олимпијским играма
Јапан се први пут појавио на Олимпијским играма 1912. године, које су биле пете олимпијске игре модерног доба. Од тада Јапан је пропустила само две Летње олимпијске игре; 1948. и 1980. године. На игре које су одржане 1948. године, прве после Другог светског рата, Јапан није добио позив да учествује због улоге у рату а на игре одржане 1980. године није послао своје представнике у Москву због бојкота игара у којем се придружио државама које су предводиле САД.
На Зимским олимпијским играма Јапан је први пут учествовао 1928. године. Једине игре које је Јапан после тога пропустио су биле оне после завршетка Другог светског рата 1948. када није добио позив за учешће.
Јапан је био домаћин олимпијских игара три пута;
- Летње олимпијске игре 1964., Токио
- Зимске олимпијске игре 1972., Сапоро, Хокаидо
- Зимске олимпијске игре 1998., Нагано, Нагано

Јапански олимпијци су закључно са 2008. годином освојили 393 медаље на олимпијадама. На Летњим олимпијским играма Јапан је освојио 161 медаљу од којих 123 златне а на Зимским олимпијадама Јапан је освојио 32 медаље од којих девет златних. Највише медаља Јапан је освојио у џудоу (62) и гимнастици (92).
Национални олимпијски комитет Јапана (Nippon Orimpikku Iinkai) је основан 1911. а признат од стране Међународног олимпијског комитета 1912. године.

## Употреба заставе излазећег сунца на Летњим олимпијским играма 2020. у Токију
Одбијање јапанске владе да забрани контроверзну заставу излазећег сунца на олимпијским локацијама критиковано је као противно олимпијском духу, пошто је застава увредљива за народе источне и југоисточне Азије због своје историјске употребе од стране јапанске царске војске током рата на Пацифику, као и његову тренутну употребу од стране расистичких мрзилачких група у Јапану, као што је Заитокукаи. Застава, која се често пореди са нацистичком свастиком, повезује се са ратним злочинима и зверствима почињеним под Јапанском империјом, као и са савременим јапанским крајње десним покушајима да се ревидира, негира и романтизује своју империјалистичку прошлост.
Контроверзну заставу тренутно је забранила ФИФА, а Јапан је санкционисала Азијска фудбалска конфедерација након што су је јапански фудбалски навијачи истицали заставу на АФЦ Лиги шампиона 2017.
У септембру 2019. јужнокорејски парламентарни комитет за спорт затражио је од организатора Летњих олимпијских игара 2020. у Токију да забране заставу излазећег сунца, а Кинеско грађанско удружење за тражење обештећења од Јапана послало је писмо Међународном олимпијском Комитет у циљу забране заставе.

## Медаље

### Освојене медаље на ЛОИ
| Учешће и освојене медаље Јапана на ЛОИ |                       |                       |                       |                       |                       |                       |                       |                       |                       |                       |
| ЛОИ                                    | Носилац заставе       | Учешће                | Муш.                  | Жене                  | спорт.                | Злато                 | Сребро                | Бронза                | Укупно                | Ранг                  |
| 1912. Стокхолм                         |                       |                       |                       |                       |                       | 0                     | 0                     | 0                     | 0                     |                       |
| 1920. Антверпен                        |                       |                       |                       |                       |                       | 0                     | 2                     | 0                     | 2                     |                       |
| 1924. Париз                            |                       |                       |                       |                       |                       | 0                     | 0                     | 1                     | 1                     |                       |
| 1928. Амстердам                        |                       |                       |                       |                       |                       | 2                     | 2                     | 1                     | 5                     |                       |
| 1932. Лос Анђелес                      |                       |                       |                       |                       |                       | 7                     | 7                     | 4                     | 18                    |                       |
| 1936. Берлин                           |                       |                       |                       |                       |                       | 6                     | 4                     | 8                     | 18                    |                       |
| 1948. Лондон                           | Јапан није учествовао | Јапан није учествовао | Јапан није учествовао | Јапан није учествовао | Јапан није учествовао | Јапан није учествовао | Јапан није учествовао | Јапан није учествовао | Јапан није учествовао | Јапан није учествовао |
| 1952. Хелсинки                         |                       |                       |                       |                       |                       | 1                     | 6                     | 2                     | 9                     |                       |
| 1956. Мелбурн и Стокхолм               |                       |                       |                       |                       |                       | 4                     | 10                    | 5                     | 19                    |                       |
| 1960. Рим                              |                       |                       |                       |                       |                       | 4                     | 7                     | 7                     | 18                    |                       |
| 1964. Токио                            |                       |                       |                       |                       |                       | 16                    | 5                     | 8                     | 29                    |                       |
| 1968. Мексико Сити                     |                       |                       |                       |                       |                       | 11                    | 7                     | 7                     | 25                    |                       |
| 1972. Минхен                           |                       |                       |                       |                       |                       | 13                    | 8                     | 8                     | 29                    |                       |
| 1976. Монтреал                         |                       |                       |                       |                       |                       | 9                     | 6                     | 10                    | 25                    |                       |
| 1980. Москва                           | Јапан није учествовао | Јапан није учествовао | Јапан није учествовао | Јапан није учествовао | Јапан није учествовао | Јапан није учествовао | Јапан није учествовао | Јапан није учествовао | Јапан није учествовао | Јапан није учествовао |
| 1984. Лос Анђелес                      |                       |                       |                       |                       |                       | 10                    | 8                     | 14                    | 32                    |                       |
| 1988. Сеул                             |                       |                       |                       |                       |                       | 5                     | 4                     | 10                    | 19                    |                       |
| 1992. Барселона                        |                       |                       |                       |                       |                       | 3                     | 8                     | 10                    | 21                    |                       |
| 1996. Атланта                          |                       |                       |                       |                       |                       | 3                     | 5                     | 5                     | 13                    |                       |
| 2000. Сиднеј                           |                       |                       |                       |                       |                       | 5                     | 7                     | 5                     | 17                    |                       |
| 2004. Атина                            |                       |                       |                       |                       |                       | 16                    | 9                     | 12                    | 37                    |                       |
| 2008. Пекинг                           |                       |                       |                       |                       |                       | 8                     | 6                     | 10                    | 24                    |                       |
| 2012. Лондон                           |                       |                       |                       |                       |                       | 7                     | 14                    | 17                    | 38                    |                       |
| 2016. Рио де Жанеиро                   |                       |                       |                       |                       |                       | 12                    | 8                     | 21                    | 41                    |                       |
| 2020. Токио                            |                       |                       |                       |                       |                       |                       |                       |                       |                       |                       |
| 2024. Париз                            |                       |                       |                       |                       |                       |                       |                       |                       |                       |                       |
| 2028. Лос Анђелес                      | предстојећи догађај   |                       |                       |                       |                       |                       |                       |                       |                       |                       |
| 2032. Бризбејн                         | предстојећи догађај   |                       |                       |                       |                       |                       |                       |                       |                       |                       |
| Укупно                                 |                       |                       |                       |                       |                       | 142                   | 133                   | 165                   | 440                   |                       |

### Освојене медаље на ЗОИ
| Учешће и освојене медаље Јапана на ЗОИ |                       |                       |                       |                       |                       |                       |                       |                       |                       |                       |
| ЛОИ                                    | Носилац заставе       | Учешће                | Муш.                  | Жене                  | спорт.                | Злато                 | Сребро                | Бронза                | Укупно                | Ранг                  |
| 1924. Шамони                           | Јапан није учествовао | Јапан није учествовао | Јапан није учествовао | Јапан није учествовао | Јапан није учествовао | Јапан није учествовао | Јапан није учествовао | Јапан није учествовао | Јапан није учествовао | Јапан није учествовао |
| 1928. Санкт Мориц                      |                       |                       |                       |                       |                       | 0                     | 0                     | 0                     | 0                     |                       |
| 1932. Лејк Плесид                      |                       |                       |                       |                       |                       | 0                     | 0                     | 0                     | 0                     |                       |
| 1936. Гармиш-Партенкирхен              |                       |                       |                       |                       |                       | 0                     | 0                     | 0                     | 0                     |                       |
| 1948. Санкт Мориц                      | Јапан није учествовао | Јапан није учествовао | Јапан није учествовао | Јапан није учествовао | Јапан није учествовао | Јапан није учествовао | Јапан није учествовао | Јапан није учествовао | Јапан није учествовао | Јапан није учествовао |
| 1952. Осло                             |                       |                       |                       |                       |                       | 0                     | 0                     | 0                     | 0                     |                       |
| 1956. Кортина д'Ампецо                 |                       |                       |                       |                       |                       | 0                     | 1                     | 0                     | 1                     |                       |
| 1960. Скво Вали                        |                       |                       |                       |                       |                       | 0                     | 0                     | 0                     | 0                     |                       |
| 1964. Инзбрук                          |                       |                       |                       |                       |                       | 0                     | 0                     | 0                     | 0                     |                       |
| 1968. Гренобл                          |                       |                       |                       |                       |                       | 0                     | 0                     | 0                     | 0                     |                       |
| 1972. Сапоро                           |                       |                       |                       |                       |                       | 1                     | 1                     | 1                     | 3                     |                       |
| 1976. Инзбрук                          |                       |                       |                       |                       |                       | 0                     | 0                     | 0                     | 0                     |                       |
| 1980. Лејк Плесид                      |                       |                       |                       |                       |                       | 0                     | 1                     | 0                     | 1                     |                       |
| 1984. Сарајево                         |                       |                       |                       |                       |                       | 0                     | 1                     | 0                     | 1                     |                       |
| 1988. Калгари                          |                       |                       |                       |                       |                       | 0                     | 0                     | 1                     | 1                     |                       |
| 1992. Албервил                         |                       |                       |                       |                       |                       | 1                     | 2                     | 4                     | 7                     |                       |
| 1994. Лилехамер                        |                       |                       |                       |                       |                       | 1                     | 2                     | 2                     | 5                     |                       |
| 1998. Нагано                           |                       |                       |                       |                       |                       | 5                     | 1                     | 4                     | 10                    |                       |
| 2002. Солт Лејк Сити                   |                       |                       |                       |                       |                       | 0                     | 1                     | 1                     | 2                     |                       |
| 2006. Торино                           |                       |                       |                       |                       |                       | 1                     | 0                     | 0                     | 1                     |                       |
| 2010. Ванкувер                         |                       |                       |                       |                       |                       | 0                     | 3                     | 2                     | 5                     |                       |
| 2014. Сочи                             |                       |                       |                       |                       |                       | 1                     | 4                     | 3                     | 8                     |                       |
| 2018. Пјонгчанг                        |                       |                       |                       |                       |                       | 4                     | 5                     | 4                     | 13                    |                       |
| 2022. Пекинг                           |                       |                       |                       |                       |                       |                       |                       |                       |                       |                       |
| 2026. Милано и Кортина                 | предстојећи догађај   |                       |                       |                       |                       |                       |                       |                       |                       |                       |
| 2030. Француски Алпи                   | предстојећи догађај   |                       |                       |                       |                       |                       |                       |                       |                       |                       |
| 2034. Солт Лејк Сити                   | предстојећи догађај   |                       |                       |                       |                       |                       |                       |                       |                       |                       |
| Укупно                                 |                       |                       |                       |                       |                       | 14                    | 22                    | 22                    | 58                    |                       |